# إطلاق النار في غفعات شاؤول 2023
في 30 تشرين الثاني (نوفمبر) 2023، قتل مسلحان فلسطينيان ثلاثة إسرائيليين وأصابوا 16 أخرين في محطة للحافلات على تقاطع جفعات شاؤول في القدس أثناء وقف إطلاق النار في الحرب بين إسرائيل وحماس. وأعلنت حماس مسؤوليتها.
أوقف الهجوم مدني يملك سلاح يُدعى "يوفال دورون كاسلمان". عندما وصل جنود الجيش الإسرائيلي، اتبع "كاسلمان" البروتوكول، وألقى سلاحه على الأرض، ورفع يديه في الهواء، وركع ودعا باللغة العبرية لعدم إطلاق النار، رغم هذا، أطلق الجنود النار عليه، لإعتقادهم أنه أحد مطلقي النار، وتركوه ينزف. وتوفي في النهاية في المستشفى.

## الخلفية
ويعتبر حي جفعات شاؤول، الواقع في الجزء الغربي من المدينة، أحد المداخل الرئيسية للقدس، وكان هدفا لهجمات في الماضي. وقع الحادث في 2023 في أثناء الحرب العنيفة بين إسرائيل وحماس، بعد ساعات قليلة من موافقة حماس وإسرائيل، على تمديد وقف إطلاق النار.
وبحسب الشرطة الإسرائيلية، فإن كلا المهاجمين كانا مسجونين في الماضي بسبب انتمائهما إلى حركة حماس. مراد نمر مسجون لمدة 10 سنوات بسبب نيته القيام بعمليات مسلحة؛ وتم سجن شقيقه إبراهيم نمر عام 2014 لنفس السبب. وكان الرجلان في الثلاثينيات من العمر ومن حي صور باهر في القدس الشرقية.

## الهجوم
وبحسب لقطات الشرطة الإسرائيلية ولقطات من هواتف من كانوا في موقع الحدث، وصل المسلحان، مراد نمر البالغ من العمر 38 عامًا وإبراهيم نمر البالغ من العمر 30 عامًا، إلى محطة الحافلات في سيارة حوالي الساعة 7:30 صباحًا بالتوقيت المحلي. خرجوا من السيارة وهم يحملون بندقية إم 16 ومسدسًا. وقالت الشرطة إن سيارة المهاجمين كانت تحتوي على "كمية كبيرة من الذخيرة". ثم أطلقوا النار على الأشخاص الذين كانوا ينتظرون في محطة الحافلات، فقتلوا 3 أشخاص وأصابوا 16 آخرين. وتلقت الشرطة الإسرائيلية بلاغات عن إطلاق نار حوالي الساعة 7:40 صباحًا بالتوقيت المحلي.
وانتهى الهجوم عندما قام جنديان من الجيش الإسرائيلي، أحدهما كان عائد إلى قاعدته بعدما أنتهت فترة إستراحته من الحرب في غزة، بالإضافة إلى مدني مسلح، بقتل المسلحين.

## الضحايا
وزعمت التقارير الأولية أن القتلى الثلاثة هم: الحاخام إليميليش واسرمان البالغ من العمر 73 عامًا، وشانا إيفيرجان البالغة من العمر 67 عامًا، وقد توفيا بعد نقلهم للمركز الطبي شعاري تسيديك، وليفيا ديكمان البالغة من العمر 24 عامًا التي كانت حامل وتوفيت في مكان الهجوم. وتم نقل ستة أشخاص آخرين إلى مستشفى هداسا، ثلاثة منهم في حالة خطيرة.
وأصيب شخص آخر، يُدعى يوفال دورون كاسلمان البالغ من العمر 37 عاما، برصاص جنود إسرائيليين مما تسبب بمقتله، بعدما ظنوا أنه من بين المسلحين الفلسطينيين. رفع كاسلمان يديه وكان يصرخ "لا تطلقوا النار" قبل إطلاق النار عليه وقتله. قبل مقتله أطلق كاسلمان النار على المهاجمين الفلسطينيين أثناء الهجوم.

## ردود الفعل
وبعد التحقيق الأولي، أكدت الشرطة الإسرائيلية هوية المهاجمين وهما مراد وإبراهيم نمر، كما تأكدت من سقوط قتلى وجرحى. وأعلنت حماس مسؤوليتها عن الهجوم، قائلة إن "العملية جاءت كرد طبيعي على جرائم غير مسبوقة يرتكبها الاحتلال".
وقامت الشرطة بمداهمة منازل عائلة المهاجمين، واعتقلت 6 أفراد من عائلتهم. وتم إغلاق الطريق السريع الذي وقع عليه الهجوم، وهو الطريق السريع 1 عند تقاطع موتسا، بعد ذلك مباشرة. وأدان سفير الولايات المتحدة لدى إسرائيل، جاك لو، وسفير الاتحاد الأوروبي لدى إسرائيل ديميتر تزانتشيف، الهجوم على وسائل التواصل الاجتماعي.

### الجدل بعد مقتل كاسلمان
وقال البعض إن سياسة توزيع الأسلحة على المدنيين، التي بدأت منذ بداية الحرب، يمكن أن تسبب كوارث مماثلة. ورد رئيس الوزراء بنيامين نتنياهو على ذلك وقال إن توزيع الأسلحة قد يتسبب في مثل هذه الحالات، لكن وجود المواطنين المسلحين أنقذ الوضع. يُزعم أن وفاة كاسلمان نتجت بسبب عدم إلتزام الجندي الذي قتله بتعليمات إطلاق النار. وزعم عضو الكنيست ألموغ كوهين أنه في الأحداث الأمنية من هذا النوع، من الصعب منع حوادث النيران الصديقة بشكل كامل.
قال بعض الصحفيين من صحيفة هاأرتس أن مقتل كاسلمان مرتبط بمفهوم أن كل إرهابي هو "ابن الموت" و"لا يجب على الإرهابي الهروب من الهجوم حياً". وألقت افتتاحية الصحيفة باللوم على الحملة الإعلامية: "يتم الترويج لهذا التصور ضمن حملة مكثفة يقوم بها أعضاء وسائل الإعلام وقادة الرأي اليمينيين، وأحيانًا تكون هناك انتقادات علنية للجنود أو رجال الشرطة الذين يطلقون النار على الإرهابيين دون قتلهم". في كثير من الحالات عندما يُقتل إرهابي، لا يتم إجراء تحقيق حول ما إذا كان إطلاق النار المميت عليه ضروريًا بالفعل، ويحظى مطلق النار بدعم عام ويعتبر بطلاً". وأشار روي شارون إلى "تأثير إلور عزاريا(1)": "إن مأساة يوفال كاسلمان، البطل الذي قُتل بالرصاص أمس، هي نتيجة متوقعة لحملة "إلور البطل".